# Kościół Narodzenia Najświętszej Maryi Panny w Kudowie-Zdroju
Kościół Narodzenia Najświętszej Maryi Panny – rzymskokatolicki kościół filialny należący do parafii św. Bartłomieja w Kudowie-Zdroju. Znajduje się w dzielnicy Słone.

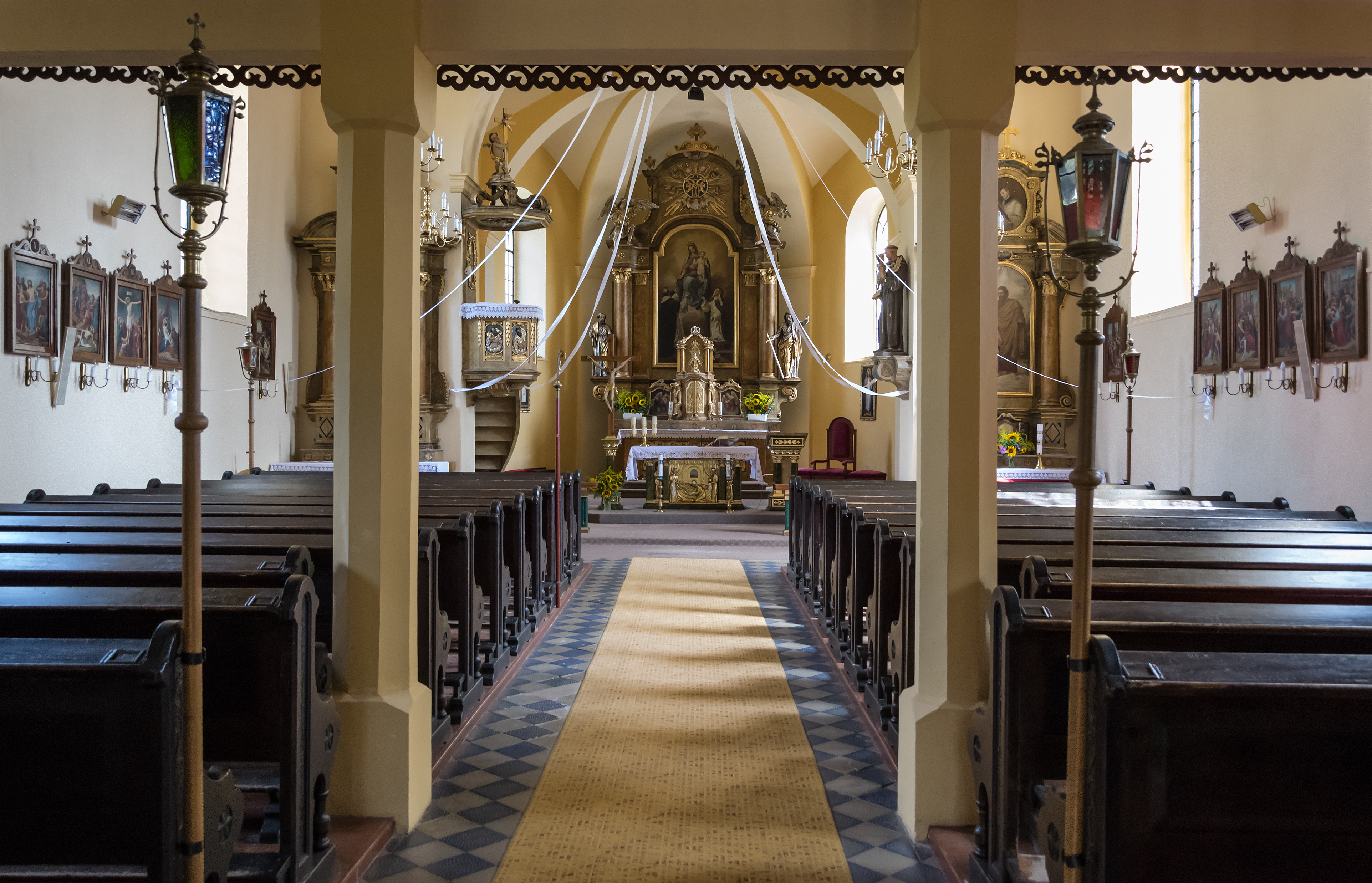
Wnętrze kościoła

Jest to barokowa, jednonawowa świątynia, z charakterystycznie półkoliście zakończonym prezbiterium. Obecny kształt uzyskała po przebudowie z 1908 roku według projektu architekta Josepha Elsnera, konsekrowana została w dniu 9 września 1909 roku. Przy świątyni znajduje się cmentarz z zachowanymi nagrobkami (czeskimi i niemieckimi) sprzed II wojny światowej.